# 五条為康
五条為康（ごじょう ためやす、文亀元年（1501年） - 永禄6年（1563年）10月22日）は、室町時代中期の公卿。

## 官歴
- 永正9年（1512年）：学生
- 永正11年（1514年）：諸道得業生
- 永正18年（1521年）：従五位下、少納言、侍従、文章博士、大内記
- 大永2年（1522年）：因幡介
- 大永3年（1523年）：従五位上
- 大永6年（1526年）：正五位下
- 享禄2年（1529年）：従四位上
- 天文4年（1535年）：正四位下
- 天文7年（1538年）：紀伊権守
- 天文9年（1540年）：従三位、式部大輔
- 天文10年（1541年）：長門権守
- 天文15年（1546年）：参議
- 天文16年（1547年）：正三位、山城権守
- 天文20年（1551年）：従二位
- 天文21年（1552年）：権中納言
- 弘治元年（1555年）：兵部卿
- 弘治2年（1556年）：正二位
- 天正14年（1586年）：追贈権大納言

## 系譜
- 父：五条為学
- 弟：東坊城盛長
- 子：東坊城為治
- 子：五条為経